# Jane Taylour
Jane Taylour (circa 1827 - 1905) fue una sufragista escocesa y defensora del movimiento femenino, y una de las primeras mujeres en dar conferencias en público. Viajó por Escocia y el norte de Inglaterra como conferenciante sobre el sufragio, y fue una figura clave en la difusión del mensaje del sufragio femenino en toda Escocia.

## Biografía
Taylour nació en 1827, o 1828, en Stranraer, Escocia, de Maria Angus y Nathaniel Taylour. Vivía en Balfour. En 1861 se mudó a Saffron Walden en Essex, donde en 1901 se registró que vivía con Rachel P. Robson. Taylour murió en Saffron Walden el 25 de febrero de 1905. Fue enterrada en el cementerio de la Sociedad Religiosa de los Amigos.

## HCampaña por el sufragio de la mujer
Jane Taylour dio conferencias públicas y giras sobre el sufragio femenino en Londres, el noreste de Inglaterra y en Escocia. Envió una petición a favor del proyecto de ley de Jacob Bright para eliminar las discapacidades electorales de las mujeres. La activista de los derechos de la mujer Clementia Taylor la describió como «la mujercita enérgica de Stranraer». En 1869 Clementia Taylor pidió a Taylour que realizara una gira de conferencias y desde 1870 dio conferencias públicas en toda Escocia y el noreste de Inglaterra haciendo campaña en favor de la igualdad y el sufragio de la mujer. En algunas de sus giras de conferencias en Escocia la acompañaron sus compañeras de campaña Mary Hill Burton y Agnes McLaren. McLaren y Taylour viajaron al norte de Escocia porque «todo lo que se podía hacer en Edimburgo se había hecho», ya que los miembros de la Sociedad Nacional del Sufragio Femenino de Edimburgo y los miembros del condado habían votado y presentado peticiones, y el Consejo Municipal también había presentado peticiones a favor del voto para las mujeres.
Las reuniones eran populares y en algunos casos la gente tenía que ser rechazada, y las conferencias de Taylour recibieron una amplia cobertura de los medios de comunicación; The Orkney Herald dio a sus conferencias en Orkney una cobertura completa y reprodujo sus discursos en su totalidad,[4] y su discurso en Lerwick en Shetland el 12 de septiembre de 1873 fue reportado en su totalidad en The Shetland Times.  El Women's Suffrage Journal comentó acerca de una de sus conferencias que «la srta. Taylour tiene todos los requisitos de un conferenciante público. Su composición es casta y elegante, su voz distintiva y agradable, y su manera atractiva y elegante».
Taylour dio varias conferencias en Gainsborough (Lincolnshire). El 12 de marzo de 1885 fue una de las varias oradoras en el Temperance Hall, junto con Florence Balgarnie, Jessie Tod y Ann Radford McCormick. Regresó dos años después, el 18 de enero de 1887, para dar una conferencia sobre cómo permitir a las mujeres una mayor igualdad política y social con los hombres, y volvió a Gainsborough de nuevo el 31 de mayo de 1885 sobre las mujeres y la política en la Asociación Metodista de Mejora Mutua.
En 1873 había dado más de 150 conferencias en Escocia. Se formaron comités de sufragio femenino en Tain, Dingwall, Forres, Elgin, Banff, Invergordon, Nairn y Dunkeld como resultado de las campañas de Taylour y McLaren en estas ciudades.
Taylour fue la primera secretaria honoraria de la rama de Galloway de la Sociedad Nacional para el Sufragio de las Mujeres de 1870 a 1872. Fue secretaria conjunta de la Sociedad Nacional para el Sufragio de la Mujer de Edimburgo, una de las tres primeras sociedades de sufragio que se formaron en Gran Bretaña, con Agnes McLaren de 1873 a 1876, y miembro ejecutivo del comité central de la Sociedad nacional. En 1901 fue vicepresidenta de la Unión Nacional de Sociedades de Sufragio Femenino. En Saffron Walden, en 1895, fue secretaria de la rama local de la Asociación de Templanza de Mujeres Británicas, e influyó en la designación de mujeres para el Consejo de Guardianes locales.